# Nicolette Mout
Marianne Elisabeth Henriette Nicolette Mout (* 31. Mai 1945 in Wassenaar) ist eine niederländische Historikerin; sie war bis zu ihrer Emeritierung im Jahr 2010 Professorin am Institut für Geschichte der Universität Leiden.

## Leben
Nicolette Mout studierte von 1963 bis 1968 Geschichte an der Universität Amsterdam und an der Karls-Universität Prag. 1968 erhielt sie ein Forschungsstipendium in Österreich. Von 1969 bis 1970 war sie Assistentin am Jüdischen Museum Amsterdam. Es folgte 1970 eine Tätigkeit als Lektorin für Geisteswissenschaften beim Nijhoff-Verlag in Den Haag. Ab 1975 war sie als Doktorandin an der Universität Leiden. Nach ihrer Promotion wurde Mout Dozentin für Neuere Geschichte an Universität Utrecht, später Lektorin für Niederländische Geschichte an der Universität Leiden. Im Jahr 1990 erhielt sie eine Stiftungsprofessur in Kombination mit dem Lehrstuhl für Mitteleuropäische Studien und 1994 wurde sie Professorin für Neuere Geschichte und Mitteleuropäische Studien.
1987 heiratete sie den Oxforder Germanisten Peter Ganz.
2010 wurde sie emeritiert.

## Forschung und Lehre
Die Schwerpunkte ihrer wissenschaftlichen Arbeit sind Europäische Geschichte der Frühen Neuzeit, insbesondere Geistes- und Kulturgeschichte; Geschichte der Geschichtsschreibung und Mitteleuropäische Geschichte von der Frühen Neuzeit bis zur Gegenwart. Im Auftrag der Bayerischen Akademie der Wissenschaften stellte sie die postume Druckausgabe der Habilitationsschrift von Gerhard Oestreich zu Justus Lipsius her, versehen mit einer umfangreichen Einleitung.

## Mitgliedschaften und Ehrungen
Nicolette Mout ist seit 1988 Mitglied der Königlich Niederländischen Akademie der Künste und Wissenschaften (Koninklijke Nederlandse Akademie van Wetenschappen), seit 1994 ausländisches korrespondierendes Mitglied der Österreichischen Akademie der Wissenschaften und seit 2011 Mitglied der Academia Europaea. Im Jahr 2010 wurde ihr das Österreichische Ehrenkreuz für Wissenschaft und Kunst I. Klasse verliehen, und 2016 wurde sie Ehrenmitglied der Gesellschaft der Historiker der Tschechischen Republik.

## Werke (Auswahl)
- (als Herausgeberin) Gerhard Oestreich: Antiker Geist und moderner Staat bei Justus Lipsius (1547–1606). Vandenhoeck & Ruprecht 1997, ISBN 3-525-35938-1.
- Die Kultur des Humanismus: Reden, Briefe, Traktate, Gespräche von Petrarca bis Kepler. C.H.Beck 1998, ISBN 3-406-4339-79.
- Met lust en volharding: honderdzeventig jaar Commissie voor Geschied- en Oudheidkunde van de Maatschappij der Nederlandse Letterkunde, 1841–2011.  Universiteit Leiden Hodn Leiden 2016, ISBN 9-087-2827-02.